# Klaasvoogds
Klaasvoogds és una regió agrícola a l'est de Robertson.
La zona es troba a 9 km de Robertson en direcció a Ashton . Hi ha una agència de correus i una parada de ferrocarril amb el nom. Actualment, l'activitat principal és la viticultura. El riu Klaas Voogdsrivier és un rierol insignificant que s'uneix al riu Breederivier prop de la ciutat .
Klaas Voogd va ser probablement el líder d'una campanya que va actuar contra el saqueig dels Khoikhoi.